# Jake Chambers
Jake Chambers es un personaje ficticio de la serie de libros La Torre Oscura de Stephen King. En la adaptación cinematográfica homónima es interpretado por el actor juvenil Tom Taylor.

## Biografía
Aparece por primera vez en el primer libro de la saga, "La Hierba del Diablo" reeditado en el 2003 con el nombre de "El pistolero", como el niño que ayuda a Roland Deschain en la estación de paso, después de haber sido muerto por "Jack Mort", y que acompaña al pistolero en su búsqueda del Hombre de Negro, y que al final del libro muere, cuando se rompen las vías sobre las que iban, y se logra sostener apenas de una de ellas, y se tira al final ya que Roland no se decidió si salvar al chico y perder su oportunidad de alcanzar al hombre de negro y la Torre Oscura así, o seguir al Hombre de Negro. Al final, Jake le dice que se vaya, después de todo hay otros mundos.
En el segundo libro La Invocación o "La Llegada de los Tres", el pistolero posee la mente de Jack Mort en nueva York y evita que este empuje a Jake a la calle, así evitando que llegue al Mundo Medio, y que muera después por su culpa, ya que no soportaría matarlo dos veces, y después se arroja en el cuerpo de Jack Mort a las vías de tren, Jack muere, y el pistolero regresa al mundo medio.
Al no haber muerto Jake, la mente del pistolero se divide, una parte dice que existió Jake, pero otro que nunca hubo un chico llamado Jake, lo que lleva a que en el tercer libro de la saga, Las Tierras Baldías el pistolero traiga a Jake Chambers, de regreso a Mundo Medio, y así lograr que sane la llaga en su mente, y le promete que nunca más dejará que caiga.
Finalmente muere en el séptimo libro al salvar a Stephen King de morir atropellado en Maine, muere tras agonizar mientras Roland le da la espalda para obtener información.
- Datos: Q765498